# Окара (город)
Ока́ра (урду اوکاڑہ‎) — город в провинции Пенджаб, Пакистан, центр одноимённого округа. Население — 201 815 чел. (на 1998 год). Название города происходит от названия дерева «Окаан».

## Географическое положение

Округ Окара.

Окара расположена на юго-западе от города Лахор. Ближайший крупный город — Сахивал (ранее известный как Монтгомери).
Город сравнительно новый, был построен в период британского правления в джунглях Окаан. Ранее данная территория была частью округа Монтгомери, здесь был расположен крупный нефтеперегонный завод по производству селитры. При разделе Британской Индии в Окаре осталась текстильная и хлопчатобумажная фабрики. В 1982 году город стал столицей созданного округа Окара. 
С 1892 года Окара соединёна с другими городами железнодорожным сообщением.

## Сельское хозяйство
В Окаре развито животноводческое производство, в большом количестве присутствуют коровы, буйволы, быки, овцы и козы.

## Учебные учреждения
В 2006 году в городе начал функционировать университет — Хазрат Карманвала.